# Menna Nasser
Menna Nasser (arabisch منة ناصر, DMG Minna Nāṣir; * 5. Januar 1994 in Kairo) ist eine ägyptische Squashspielerin.

## Karriere
Menna Nasser begann ihre Karriere im Jahr 2010 und erreichte bislang vier Finals auf der PSA World Tour. Ihre beste Platzierung in der Weltrangliste erreichte sie mit Rang 49 im Januar 2021. In der Saison 2018/19 qualifizierte sie sich erstmals für das Hauptfeld der Weltmeisterschaft und unterlag dort in der ersten Runde Nicol David. Im Jahr darauf scheiterte sie in der Auftaktrunde an Milou van der Heijden.